# Parafia Narodzenia Najświętszej Maryi Panny w Laskach Lubuskich
Parafia Narodzenia Najświętszej Maryi Panny w Laskach Lubuskich – rzymskokatolicka parafia, położona w dekanacie Rzepin, diecezji zielonogórsko-gorzowskiej, metropolii szczecińsko-kamieńskiej, erygowana 6 sierpnia 1963. 